# Bataille de Beaupréau (1793)
Pour l’article homonyme, voir Bataille de Beaupréau.
Guerre de Vendée
Batailles
La bataille de Beaupréau se déroule le 22 avril 1793, lors de la guerre de Vendée.

## Prélude
Le 10 avril 1793, les forces républicaines d'Angers, commandées par le général Berruyer, lancent une offensive dans les Mauges avec trois colonnes. Celle du général Gauvilliers, forte de 3 000 à 4 000 hommes, bouscule les forces de Bonchamps au Mesnil-en-Vallée et se rend maître de Saint-Florent-le-Vieil. Berruyer donne ensuite l'ordre à Gauvilliers de se porter sur Montrevault et Beaupréau, qui seront occupées les 20 et 21 avril.
Cependant la colonne du général Leigonyer est battue le 19 avril à Vezins et fuit jusqu'à Doué,. La colonne de Berruyer abandonne Jallais et se replie sur Chemillé,. La colonne de Gauvilliers se retrouve alors soudainement isolée,.

## Déroulement
Après avoir abandonné Montrevault, la colonne de Gauvilliers est attaquée près de Beaupréau le 22 avril, à deux heures de l'après-midi, par les Vendéens,,, forts de 20 000 hommes. Le gros des Vendéens lance une attaque frontale contre les fortifications des Bleus, tandis que Bonchamps surgit sur les arrières des défenseurs avec le reste de ses hommes. Les républicains n'opposent qu'une faible résistance et sont rapidement écrasés,,. Ils fuient jusqu'à Chalonnes-sur-Loire.

## Pertes
Les républicains laissent, selon les sources, 500, 1 000 ou 1 200 prisonniers et cinq canons,,,, aux mains des Vendéens.
D'après les mémoires de la marquise Victoire de Donnissan de La Rochejaquelein, alors épouse du général Lescure, les Vendéens ont « très peu de monde de tué » dans ce combat.

## Conséquences
Après avoir appris la défaite de Gauvilliers, Berruyer quitte Chemillé et se replie sur Beaulieu-sur-Layon, puis sur Ponts-de-Cé le 26 avril,. Alors qu'il avait donné l'ordre à Leigonyer de réoccuper Vihiers, il lui envoie comme contre-ordre de retourner à Doué. Vihiers est prise le 30 avril par les Vendéens.
Fin avril, l'offensive dans les Mauges du général Berruyer est ainsi totalement repoussée, les colonnes républicaines étant revenues à leur point de départ. Le 27 avril, Berruyer est accusé à la Convention nationale de lenteur et de refus de communiquer avec les administrations. Le 30, il est rappelé par le Comité de salut public. Les représentants en mission Choudieu, Richard et Goupilleau de Fontenay prennent cependant sa défense et lui évitent le Tribunal révolutionnaire,.
L'historien Émile Gabory estime que Berruyer a trop divisé ses forces et compare la contre-attaque des Vendéens au combat des Horaces et des Curiaces.